# Fußball-Club Gelsenkirchen-Schalke 04 2000-2001
Questa voce raccoglie le informazioni riguardanti il Fußball-Club Gelsenkirchen-Schalke 04 nelle competizioni ufficiali della stagione 2000-2001.

## Stagione
Nella stagione 2000-2001 lo Schalke, allenato da Huub Stevens, concluse il campionato di Bundesliga al 2º posto. In Coppa di Germania lo Schalke vinse la finale con l'Union Berlino.

## Rosa
| N. |                        | Ruolo | Calciatore          |
| -- | ---------------------- | ----- | ------------------- |
| 1  | Germania (bandiera)    | P     | Oliver Reck         |
| 2  | Belgio (bandiera)      | D     | Nico Van Kerckhoven |
| 3  | Rep. Ceca (bandiera)   | C     | Radoslav Látal      |
| 4  | Germania (bandiera)    | D     | Yves Eigenrauch     |
| 5  | Germania (bandiera)    | C     | Sven Kmetsch        |
| 6  | Polonia (bandiera)     | D     | Tomasz Hajto        |
| 7  | Germania (bandiera)    | C     | Andreas Möller      |
| 8  | Germania (bandiera)    | C     | Jörg Böhme          |
| 9  | Paesi Bassi (bandiera) | A     | Youri Mulder        |
| 10 | Germania (bandiera)    | D     | Olaf Thon           |
| 11 | Danimarca (bandiera)   | A     | Ebbe Sand           |
| 12 | Paesi Bassi (bandiera) | D     | Marco van Hoogdalem |
| 13 | Norvegia (bandiera)    | P     | Frode Grodås        |
| 14 | Ghana (bandiera)       | A     | Gerald Asamoah      |
| 15 | Polonia (bandiera)     | D     | Tomasz Wałdoch      |
| 16 | Germania (bandiera)    | C     | Oliver Held         |

| N. |                        | Ruolo | Calciatore            |
| -- | ---------------------- | ----- | --------------------- |
| 17 | Turchia (bandiera)     | C     | Ünal Alpuğan          |
| 18 | Paesi Bassi (bandiera) | C     | Niels Oude Kamphuis   |
| 19 | Germania (bandiera)    | C     | Michael Büskens       |
| 20 | Rep. Ceca (bandiera)   | C     | Jiří Němec            |
| 21 | Belgio (bandiera)      | A     | Émile Mpenza          |
| 23 | Germania (bandiera)    | D     | Markus Happe          |
| 26 | Turchia (bandiera)     | A     | Ali Göl               |
| 27 | Germania (bandiera)    | C     | Benjamin Wingerter    |
| 28 | Danimarca (bandiera)   | D     | Sladan Peric          |
| 29 | Croazia (bandiera)     | P     | Toni Tapalović        |
| 30 | Ungheria (bandiera)    | C     | Tamás Hajnal          |
| 31 | Germania (bandiera)    | C     | Thorsten Legat        |
| 32 | Germania (bandiera)    | D     | Benjamin Koch         |
| 33 | Portogallo (bandiera)  | C     | Sérgio Pinto          |
| 34 | Germania (bandiera)    | C     | Christian Mikolajczak |

## Organigramma societario
Area tecnica
- Allenatore: Huub Stevens
- Allenatore in seconda: Holger Gehrke
- Preparatore dei portieri:
- Preparatori atletici:

## Calciomercato

### Sessione estiva
| Acquisti | Acquisti              | Acquisti              | Acquisti |
| R.       | Nome                  | da                    | Modalità |
| -------- | --------------------- | --------------------- | -------- |
| C        | Jörg Böhme            | Arminia Bielefeld     |          |
| C        | Michael Büskens       | Duisburg              |          |
| D        | Tomasz Hajto          | Duisburg              |          |
| C        | Christian Mikolajczak | Schalke 04 (juniores) |          |
| C        | Andreas Möller        | Borussia Dortmund     |          |
| D        | Sladan Peric          | Copenaghen            |          |
| C        | Benjamin Wingerter    | Schalke 04 (allievi)  |          |

| Cessioni | Cessioni          | Cessioni        | Cessioni |
| R.       | Nome              | a               | Modalità |
| -------- | ----------------- | --------------- | -------- |
| D        | Thomas Kläsener   | Wattenscheid 09 |          |
| P        | Mathias Schober   | Amburgo         |          |
| D        | Krisztián Szóllar | Rot-Weiss Essen |          |
| C        | Marc Wilmots      | Bordeaux        |          |

### Sessione invernale
| Acquisti | Acquisti | Acquisti | Acquisti |
| R.       | Nome     | da       | Modalità |
| -------- | -------- | -------- | -------- |

| Cessioni | Cessioni | Cessioni | Cessioni |
| R.       | Nome     | a        | Modalità |
| -------- | -------- | -------- | -------- |

## Risultati

### Bundesliga

#### Girone di andata
| Arbitro: | Albrecht |

|                     |           |                  |
| Sand 12’ Mpenza 37’ | Marcatori | 89’ (aut.) Hajto |

| Arbitro: | Kemmling |

|  |           |                               |
|  | Marcatori | 25’, 30’, 51’ Mpenza 40’ Sand |

| Arbitro: | Steinborn |

|                  |           |  |
| Sand 6’, 8’, 50’ | Marcatori |  |

| Arbitro: | Gagelmann |

|             |           |            |
| Beierle 64’ | Marcatori | 54’ Mpenza |

| Arbitro: | Berg |

|                  |           |            |
| Böhme 55’ (rig.) | Marcatori | 50’ Ailton |

| Arbitro: | Merk |

|  |           |                                                          |
|  | Marcatori | 39’ (rig.) Böhme 45’ Mpenza 60’ (aut.) Heinrich 76’ Sand |

| Arbitro: | Wagner |

|                          |           |  |
| Heinz 35’ Mahdavikia 82’ | Marcatori |  |

| Arbitro: | Meyer |

|                                    |           |  |
| Böhme 38’, 53’ Látal 51’ Happe 62’ | Marcatori |  |

| Arbitro: | Stark |

|                                   |           |             |
| Zeyer 33’ Sellimi 80’ Ramdane 90’ | Marcatori | 74’ Wałdoch |

| Gelsenkirchen 28 ottobre 2000, ore 20:15 CEST 10ª giornata | Schalke 04 | 0 – 0 referto | Bayer Leverkusen | Parkstadion (41 545 spett.)\| Arbitro: \| Fröhlich \| |
| Arbitro:                                                   | Fröhlich   |               |                  |                                                       |

| Arbitro: | Steinborn |

|                                        |           |                      |
| Koch 67’ (rig.) Kłos 72’ Marschall 87’ | Marcatori | 37’ Sand 57’ Wałdoch |

| Arbitro: | Heynemann |

|                                 |           |                      |
| Möller 58’ Asamoah 68’ Sand 71’ | Marcatori | 33’ Élber 59’ Sérgio |

| Arbitro: | Fandel |

|  |           |                             |
|  | Marcatori | 4’, 19’, 86’ Sand 80’ Böhme |

| Arbitro: | Kemmling |

|                     |           |           |
| Mulder 37’ Sand 64’ | Marcatori | 48’ Marić |

| Arbitro: | Aust |

|                         |           |  |
| Thomsen 55’ Akonnor 89’ | Marcatori |  |

| Arbitro: | Wagner |

|                       |           |           |
| Látal 21’ Wałdoch 90’ | Marcatori | 47’ Ganea |

| Arbitro: | Fröhlich |

|  |           |                            |
|  | Marcatori | 26’ Sand 60’ van Hoogdalem |

#### Girone di ritorno
| Arbitro: | Fandel |

|                         |           |                       |
| Donkov 72’ Cullmann 75’ | Marcatori | 11’ Böhme 34’ Asamoah |

| Arbitro: | Strampe |

|                    |           |  |
| Böhme 4’ Němec 67’ | Marcatori |  |

| Arbitro: | Meyer |

|                                                |           |          |
| Miriuță 1’ Helbig 42’ Kobylański 72’ Labak 75’ | Marcatori | 54’ Sand |

| Arbitro: | Heynemann |

|                 |           |  |
| Mpenza 50’, 64’ | Marcatori |  |

| Arbitro: | Fleischer |

|                       |           |          |
| Pizarro 17’ Ernst 26’ | Marcatori | 66’ Sand |

| Gelsenkirchen 24 febbraio 2001, ore 15:30 CET 23ª giornata | Schalke 04 | 0 – 0 referto | Borussia Dortmund | Parkstadion (62 109 spett.)\| Arbitro: \| Merk \| |
| Arbitro:                                                   | Merk       |               |                   |                                                   |

| Arbitro: | Keßler |

|  |           |            |
|  | Marcatori | 86’ Meijer |

| Francoforte sul Meno 10 marzo 2001, ore 20:15 CET 25ª giornata | Eintracht Francoforte | 0 – 0 referto | Schalke 04 | Waldstadion (37 400 spett.)\| Arbitro: \| Albrecht \| |
| Arbitro:                                                       | Albrecht              |               |            |                                                       |

| Gelsenkirchen 17 marzo 2001, ore 15:30 CET 26ª giornata | Schalke 04 | 0 – 0 referto | Friburgo | Parkstadion (34 214 spett.)\| Arbitro: \| Kemmling \| |
| Arbitro:                                                | Kemmling   |               |          |                                                       |

| Arbitro: | Merk |

|  |           |                                            |
|  | Marcatori | 17’ (aut.) Živković 51’ Mpenza 74’ Asamoah |

| Arbitro: | Stark |

|                                         |           |           |
| Wałdoch 3’, 9’ Sand 55’, 89’ Mpenza 87’ | Marcatori | 71’ Klose |

| Arbitro: | Aust |

|            |           |                    |
| Jancker 3’ | Marcatori | 14’, 48’, 75’ Sand |

| Arbitro: | Fandel |

|                                        |           |             |
| Böhme 56’ van Hoogdalem 79’ Mpenza 86’ | Marcatori | 34’ Deisler |

| Arbitro: | Berg |

|            |           |            |
| Freier 21’ | Marcatori | 70’ Mpenza |

| Arbitro: | Fleischer |

|                     |           |               |
| Sand 31’ Mpenza 34’ | Marcatori | 89’ Juskowiak |

| Arbitro: | Heynemann |

|             |           |  |
| Balăkov 90’ | Marcatori |  |

| Arbitro: | Strampe |

|                                                        |           |                                         |
| Van Kerckhoven 44’ Asamoah 45’ Böhme 73’, 74’ Sand 89’ | Marcatori | 3’ Breitenreiter 27’ Spizak 70’ Seifert |

### Coppa di Germania
| Arbitro: | Kircher |

|  |           |                                                                  |
|  | Marcatori | 3’ Sand 18’ Kamphuis 38’ Möller 63’, 80’, 86’ Asamoah 84’ Mulder |

| Arbitro: | Keßler |

|            |           |                                 |
| Meggle 44’ | Marcatori | 8’ Böhme 111’ Büskens 114’ Sand |

| Arbitro: | Wack |

|                            |           |          |
| Sand 6’ Van Kerckhoven 42’ | Marcatori | 3’ Reina |

| Arbitro: | Albrecht |

|  |           |                  |
|  | Marcatori | 34’ (rig.) Böhme |

| Arbitro: | Berg |

|  |           |                               |
|  | Marcatori | 3’ Sand 6’ Asamoah 18’ Mpenza |

| Arbitro: | Albrecht |

|  |           |                       |
|  | Marcatori | 53’, 58’ (rig.) Böhme |

## Statistiche

### Statistiche di squadra
| Competizione      | Punti | In casa | In casa | In casa | In casa | In casa | In casa | In trasferta | In trasferta | In trasferta | In trasferta | In trasferta | In trasferta | Totale | Totale | Totale | Totale | Totale | Totale | DR  |
| Competizione      | Punti | G       | V       | N       | P       | Gf      | Gs      | G            | V            | N            | P            | Gf           | Gs           | G      | V      | N      | P      | Gf     | Gs     | DR  |
| ----------------- | ----- | ------- | ------- | ------- | ------- | ------- | ------- | ------------ | ------------ | ------------ | ------------ | ------------ | ------------ | ------ | ------ | ------ | ------ | ------ | ------ | --- |
| Bundesliga        | 62    | 17      | 12      | 4       | 1       | 36      | 13      | 17           | 6            | 4            | 7            | 29           | 22           | 34     | 18     | 8      | 8      | 65     | 35     | +30 |
| Coppa di Germania | -     | 1       | 1       | 0       | 0       | 2       | 1       | 5            | 5            | 0            | 0            | 16           | 1            | 6      | 6      | 0      | 0      | 18     | 2      | +16 |
| Totale            | 62    | 18      | 13      | 4       | 1       | 38      | 14      | 22           | 11           | 4            | 7            | 45           | 23           | 40     | 24     | 8      | 8      | 83     | 37     | +46 |

### Andamento in campionato
| Giornata  | 1 | 2 | 3 | 4 | 5 | 6 | 7 | 8 | 9 | 10 | 11 | 12 | 13 | 14 | 15 | 16 | 17 | 18 | 19 | 20 | 21 | 22 | 23 | 24 | 25 | 26 | 27 | 28 | 29 | 30 | 31 | 32 | 33 | 34 |
| --------- | - | - | - | - | - | - | - | - | - | -- | -- | -- | -- | -- | -- | -- | -- | -- | -- | -- | -- | -- | -- | -- | -- | -- | -- | -- | -- | -- | -- | -- | -- | -- |
| Luogo     | C | T | C | T | C | T | T | C | T | C  | T  | C  | T  | C  | T  | C  | T  | T  | C  | T  | C  | T  | C  | C  | T  | C  | T  | C  | T  | C  | T  | C  | T  | C  |
| Risultato | V | V | V | N | N | V | P | V | P | N  | P  | V  | V  | V  | P  | V  | V  | N  | V  | P  | V  | P  | N  | P  | N  | N  | V  | V  | V  | V  | N  | V  | P  | V  |
| Posizione | 6 | 2 | 2 | 1 | 3 | 2 | 2 | 1 | 3 | 3  | 5  | 4  | 2  | 2  | 3  | 2  | 1  | 1  | 1  | 2  | 2  | 2  | 2  | 3  | 6  | 5  | 3  | 2  | 1  | 1  | 1  | 1  | 2  | 2  |

Legenda:

Luogo: C = Casa; T = Trasferta. Risultato: V = Vittoria; N = Pareggio; P = Sconfitta.

### Statistiche dei giocatori
| Giocatore        | Bundesliga | Bundesliga | Bundesliga  | Bundesliga | Coppa di Germania | Coppa di Germania | Coppa di Germania | Coppa di Germania | Totale   | Totale | Totale      | Totale     |
| Giocatore        | Presenze   | Reti       | Ammonizioni | Espulsioni | Presenze          | Reti              | Ammonizioni       | Espulsioni        | Presenze | Reti   | Ammonizioni | Espulsioni |
| ---------------- | ---------- | ---------- | ----------- | ---------- | ----------------- | ----------------- | ----------------- | ----------------- | -------- | ------ | ----------- | ---------- |
| Ü. Alpuğan       | 1          | 0          | 0           | 0          | 1                 | 0                 | 0                 | 0                 | 2        | 0      | 0           | 0          |
| G. Asamoah       | 29         | 4          | 7           | 0          | 6                 | 4                 | 2                 | 0                 | 35       | 8      | 9           | 0          |
| J. Böhme         | 30         | 10         | 10          | 1          | 5                 | 4                 | 0                 | 0                 | 35       | 14     | 10          | 1          |
| M. Büskens       | 23         | 0          | 4           | 0          | 4                 | 1                 | 1                 | 0                 | 27       | 1      | 5           | 0          |
| Y. Eigenrauch    | 7          | 0          | 1           | 0          | 3                 | 0                 | 1                 | 0                 | 10       | 0      | 2           | 0          |
| F. Grodås        | 1          | 0          | 0           | 0          | 0                 | 0                 | 0                 | 0                 | 1        | 0      | 0           | 0          |
| A. Göl           | 0          | 0          | 0           | 0          | 0                 | 0                 | 0                 | 0                 | 0        | 0      | 0           | 0          |
| T. Hajnal        | 0          | 0          | 0           | 0          | 0                 | 0                 | 0                 | 0                 | 0        | 0      | 0           | 0          |
| T. Hajto         | 32         | 0          | 10          | 0          | 6                 | 0                 | 1                 | 0                 | 38       | 0      | 11          | 0          |
| M. Happe         | 11         | 1          | 0           | 0          | 2                 | 0                 | 1                 | 0                 | 13       | 1      | 1           | 0          |
| O. Held          | 2          | 0          | 0           | 0          | 0                 | 0                 | 0                 | 0                 | 2        | 0      | 0           | 0          |
| N. Kamphuis      | 16         | 0          | 2           | 0          | 2                 | 1                 | 0                 | 0                 | 18       | 1      | 2           | 0          |
| N. Kerckhoven    | 22         | 1          | 0           | 1          | 6                 | 1                 | 2                 | 0                 | 28       | 2      | 2           | 1          |
| S. Kmetsch       | 5          | 0          | 3           | 0          | 1                 | 0                 | 0                 | 0                 | 6        | 0      | 3           | 0          |
| B. Koch          | 0          | 0          | 0           | 0          | 0                 | 0                 | 0                 | 0                 | 0        | 0      | 0           | 0          |
| T. Legat         | 0          | 0          | 0           | 0          | 0                 | 0                 | 0                 | 0                 | 0        | 0      | 0           | 0          |
| R. Látal         | 28         | 2          | 6           | 0          | 3                 | 0                 | 2                 | 0                 | 31       | 2      | 8           | 0          |
| C. Mikolajczak   | 13         | 0          | 0           | 0          | 0                 | 0                 | 0                 | 0                 | 13       | 0      | 0           | 0          |
| É. Mpenza        | 27         | 13         | 3           | 0          | 5                 | 1                 | 0                 | 0                 | 32       | 14     | 3           | 0          |
| Y. Mulder        | 21         | 1          | 1           | 0          | 3                 | 1                 | 0                 | 0                 | 24       | 2      | 1           | 0          |
| A. Möller        | 32         | 1          | 3           | 0          | 6                 | 1                 | 1                 | 0                 | 38       | 2      | 4           | 0          |
| J. Němec         | 31         | 1          | 7           | 0          | 6                 | 0                 | 2                 | 0                 | 37       | 1      | 9           | 0          |
| S. Peric         | 0          | 0          | 0           | 0          | 1                 | 0                 | 0                 | 0                 | 1        | 0      | 0           | 0          |
| S. Pinto         | 0          | 0          | 0           | 0          | 0                 | 0                 | 0                 | 0                 | 0        | 0      | 0           | 0          |
| O. Reck          | 33         | 0          | 1           | 0          | 6                 | 0                 | 0                 | 0                 | 39       | 0      | 1           | 0          |
| E. Sand          | 33         | 22         | 3           | 0          | 6                 | 4                 | 0                 | 0                 | 39       | 26     | 3           | 0          |
| T. Tapalović     | 0          | 0          | 0           | 0          | 0                 | 0                 | 0                 | 0                 | 0        | 0      | 0           | 0          |
| O. Thon          | 4          | 0          | 0           | 0          | 1                 | 0                 | 0                 | 0                 | 5        | 0      | 0           | 0          |
| T. Wałdoch       | 29         | 5          | 5           | 0          | 4                 | 0                 | 0                 | 0                 | 33       | 5      | 5           | 0          |
| B. Wingerter     | 0          | 0          | 0           | 0          | 0                 | 0                 | 0                 | 0                 | 0        | 0      | 0           | 0          |
| M. van Hoogdalem | 24         | 2          | 6           | 0          | 5                 | 0                 | 0                 | 0                 | 29       | 2      | 6           | 0          |